# Bjelovarski ustanak
Bjelovarski ustanak, povijesni je događaj, koji se dogodio početkom travnja 1941. godine, kada je u Bjelovaru i okolici došlo do pobune protiv jugoslavenske vlasti i proglašena je neovisna hrvatska država.

## Pobuna 108. pukovnije
Na početku Drugoga svjetskog rata (u Kraljevini Jugoslaviji) 6. travnja 1941. godine vladalo je silno neraspoloženje hrvatskoga naroda prema tadašnjoj jugoslavenskoj vlasti. Već u prvim danima rata, Slavonska divizija jugoslavenske vojske iz Bjelovara krenula je prema bojištu u smjeru Bilogore i Podravine. Divizija se sastojala od 108., 42. i 40. pukovnije (puka). Kada su došli na područje Velikog Grđevca 108. pukovniji naređeno je, da krene prema Virovitici. Streljivo su dobili samo srpski vojnici, ne i hrvatski. Bilo je naređeno, da se ubije svaki hrvatski vojnik, koji se ne želi boriti protiv Nijemaca. Narednik satnije Ivan Čvek tajno je naoružao hrvatske vojnike. Izbila je pobuna u 108. pukovniji, tako što su hrvatski vojnici preuzeli nadzor nad pukovnijom i to je preraslo u ustanak protiv jugoslavenske vlasti.

## Pobuna u Bjelovaru
Prije zore 8. travnja pukovnija se vraćala prema Bjelovaru. U Severinu pridružila joj se 40. pukovnija s pričuvnim poručnikom Leopoldom Supančićem. Došavši rano ujutro u Bjelovar, prvo su poslali izvidnicu. Njih su napali srpski žandari na čelu s potpukovnikom Đurićem iz stožera 4. armije jugoslavenske vojske sa sjedištem u Bjelovaru. Ubijena su tri hrvatska vojnika: Milan Devčić i Mato Haniš, dok je Pavao Rogović nakon dva dana umro u bolnici. Dva su hrvatska vojnika ranjena. Građani su se pridružili pobuni.
Tijekom dana 8. travnja vojnici 108. pukovnije i građani zarobili su nekoliko stotina jugoslavenskih, većinom srpskih vojnika i oko 100 časnika i dočasnika. Nitko nije poginuo. Dio njih pobjegli su u selo Narta kod Bjelovara, gdje se formirala srpska jedinica.
U Starim Plavnicama kraj Bjelovara Martin Cinkoš, član ustaškog odbora, proglasio je okupljenim vojnicima i građanima Hrvatsku Državu.
»...došao sam pred općinu Gudavac, predstavio se potpukovniku Jordanoviću, da sam tajnik Kotarske organizacije HSS za kotar Bjelovar, te sam ga zamolio neka svu vojsku kao i oficire skupi pred općinskom zgradom, da kao tajnik imadem zadaću da na moja usta isporučim poruku Dr. Mačeka, to i tako činio sam radi taktičkih razloga osobito radi Srba. Potpukovnik Jordanović, upitao me je što hoću govoriti, odgovor je bio da će čuti, jer sam mu ponovo rekao, da sam ja predsjednik Kotar. odbora, tajnik Kotar. organizacije, starješina Vatrogasne župe i Satnik Hrvatske Seljačke Zaštite, te kao takav odgovaram za svaki moj rad. U 16 sati istog dana bila je sva vojska i oficiri pred općinskom zgradom, stao sam na povišeno mjesto od naprijed i iza leđa bio sam okružen s vojnicima i dočasnicima, koji su bili u civilu u Hrvatskoj Selj. Zaštiti, te povišenim glasom proglasio sljedeće: BRAĆO VOJNICI, OVIM ČASOM PROGLAŠAVAM PRED VAMA (...), HRVATSKU SAMOSTALNOM I NEZAVISNOM DRŽAVOM, svi pukovi kao i 108. puk, koji se vraća i već je na ulazu u Bjelovar, otkazali su poslušnost beogradskoj vladi, te se podvrgavaju Hrvatskoj Vladi u Zagrebu. Upozorio sam vojnike na godinu 1918. te ih po tri puta pitao podvrgavaju li se pod moju zapovijed, što su mi svečano obećali, i ustvrdili da će me u svemu slušati, moje zapovjedi izvršavati, a ja sam njima obećao da ću ih dobrim putem voditi. Iza toga sam odredio sve oficire u kućni zatvor uz najstroži zatvor do 10. travnja, koji sam dan poslije podne predao iste vojnom zapovjedničtvu u Bjelovar, a ostale vojnike raspustio svojim kućama s upozorenjem u duljem govoru i napomenom, da svaki pošteni Hrvat imade se u svako doba odazvati na vojnu dužnost, kada ga Hrvatske vojne vlasti pozovu. Moram istaknuti, da odmah u proglasu pred čitavom vojskom zatražio sam od prisutne vojske, da svi predadu puške, naboje i opasače, što su vojnici bez razlike vjere i narodnosti i učinili, ali istu noć naoružao sam jednu tisuću pouzdanih Hrvata vojnika, to sam činio zato što je među istom vojskom bilo oko 500 Srba, ovaj rad trajao je čitavu noć, a sa mnom je radio to cijelo vrijeme razoružavanja i naoružanja potpukovnik Jordanović«
Nakon toga je vojska ušla u Bjelovar oko 17 sati, “burno pozdravljena od građanstva u moru zastava i oduševljenja”.
U Bjelovaru je s balkona Gradskog poglavarstva (danas zgrada Gradskog muzeja) gradonačelnik i član ustaškog odbora, Julije Makanec, proglasio je u 18 sati, 8. travnja 1941. “uskrsnuće Nezavisne Države Hrvatske”, što su okupljeni burno pozdravili. Bio je to, kako je kasnije naveo gradonačelnik Makanec, prvi grad na prostoru Kraljevine Jugoslavije u kojem su Hrvati odbili biti njezin dio, preuzeli vlast i proglasili svoju državu.

## Popratni događaji
Vijest se proširila, što dovodi do raspada jugoslavenske vojske na prostoru od Varaždina do Suhopolja. Srpski vojnici i četnici protive se tome i 9. travnja 1941. godine u Bjelovaru i okolici ubijaju 6 hrvatskih civila, među kojima je i maloljetni gimnazijalac Milan Bačani, kad su on i još jedan pobunjenički stražar s puškama iskočili pred automobil s jugoslovenskim oficirima, te ga pokušali zaustaviti, no oficiri s na njih bacili ručnu bombu.
U okolici Koprivnice, II. konjanički puk "Car Dušan Silni" sukobio se s Nijemcima, pri čemu su imali gubitke. Povukli su se u Donje Mosti gdje su zanoćili. Namjeravali su idućeg jutra nastaviti do Bjelovara i zajedno s dijelovima 4. armije povući se u Bosnu. Nakon što se 10. travnja pronio glas da konjički puk napušta selo, skupina seljaka iz Mosti, u želji “da pomognu Hrvatskoj državu u Bjelovaru”, pokušali su uvjeriti puk da predaju oružje i odu kućama. Tada je jedan od seljaka s crkvenog tornja iz puške ispalio nekoliko metaka što je u vojnika izazvalo paniku i opću pucnjavu, pa su se ostali seljaci razbježali. Nakon toga je jedan komandir II. eskadrona naredio da se pohvataju i ubiju razbježali seljaci, pri ćemu su ubili 11 hrvatskih seljaka u Donjim Mostima i u Kapeli, gdje su odveli dio zarobljenih. Krenuli su dalje prema Bjelovaru. U međuvremenu, njemački vojnici zauzeli su Bjelovar (bez većeg otpora) i dočekali su s tenkovima konjički puk u predgrađu Bjelovara te ih porazili i prisilili na predaju. Zarobljen je konjanički major Nikola Hrgović iz Bjelovara, srpske nacionalnosti, kojem je suđeno, ali je oslobođen zbog manjka dokaza.
Do 25. travnja 1941. godine poginulo je 27 ljudi na područja grada Bjelovara (5 žena i 5 djece) i 72 ljudi na području kotara Bjelovar (14 žena i 12 djece). Gotovo svi su bili hrvatske nacionalnosti.